# Thomas E. Penard
Thomas Edward Penard (ur. 7 maja 1878 w Paramaribo, Surinam, zm. 27 października 1936 w Cambridge, Massachusetts) – amerykański inżynier elektryk i ornitolog.

## Życiorys
W 1896 roku rozpoczął studia w Massachusetts Institute of Technology, a w 1900 roku uzyskał tytuł Bachelor of Science jako inżynier-elektryk. Po studiach podjął pracę w Edison Illuminating Company w Bostonie. Od dzieciństwa interesował się ornitologią, a studia w tym kierunku jego dwóch braci – Frederika P. Penarda i Arthura P. Penarda – sprawiły, że Thomas rozwijał swoją pasję. Mimo braku kierunkowego wykształcenia opanował zasady systematyki zwierząt i w latach 1918–1927 wspólnie z Outramem Bangsem opublikował ponad 30 prac z zakresu ornitologii. Podczas wyprawy do Gujany Holenderskiej zebrał ponad 2000 okazów ptaków. W 1919 roku został członkiem American Ornithologists’ Union. W 1930 roku sprzedał swoją kolekcję Muzeum Zoologii Porównawczej w Cambridge.

## Publikacje
- Thomas E. Penard. Starlings (Sturnus vulgaris) at Barnstable, Mass.. „The Auk”. 35, s. 80–81, 1918. American Ornithologists' Union. (ang.).
- Thomas E. Penard, Outram Bangs. Notes on a collection of Surinam birds. „Bulletin of the Museum of Comparative Zoology at Harvard College”. 62, s. 25–93, 1918. (ang.).
- Thomas E. Penard. Remarks on Beebe's „Tropical Wild Life”. „The Auk”. 36, s. 217–225, 1919. American Ornithologists' Union. (ang.).
- Thomas E. Penard, Outram Bangs. Some critical notes on birds. „Bulletin of the Museum of Comparative Zoology at Harvard College”. 63, s. 21–44, 1918. (ang.).
- Thomas E. Penard. Revision of the genus Buthraupis Cabanis. „The Auk”. 36, s. 536–540, 1919. American Ornithologists' Union. (ang.).
- Thomas E. Penard. Sarkidiornis sylvicola in British Guiana. „The Auk”. 36, s. 564, 1919. American Ornithologists' Union. (ang.).
- Thomas E. Penard. The name of the Black Cuckoo. „The Auk”. 86, s. 569–570, 1919. American Ornithologists' Union. (ang.).
- Thomas E. Penard. Some untenable names in ornithology. „Proceedings of the New England Zoölogical Club”. 7, s. 21–22, 1919. New England Zoölogical Club. (ang.).
- Thomas E. Penard, Outram Bangs. The name of the Common Jungle Fowl. „Proceedings of the New England Zoölogical Club”. 7, s. 23–25, 1919. New England Zoölogical Club. (ang.).
- Thomas E. Penard. Two new birds from Roraima. „Proceedings of the New England Zoölogical Club”. 7, s. 29–31, 1919. New England Zoölogical Club. (ang.).
- Thomas E. Penard, Outram Bangs. The proper name of the West African Serin. „The Auk”. 37, s. 300–301, 1920. American Ornithologists' Union. (ang.).
- Thomas E. Penard, Outram Bangs. Notes on some American birds, chiefly neotropical. „Bulletin of the Museum of Comparative Zoology at Harvard College”. 64, s. 365–397, 1921. (ang.).
- Thomas E. Penard, Outram Bangs. A new name for Pachyramphus polychoptera costaricensis Chubb. „Proceedings of the Biological Society of Washington”. 34, s. 78, 1921. The Biological Society of Washington. (ang.).
- Thomas E. Penard. Descriptions of six new subspecies of American birds. „Proceedings of the Biological Society of Washington”. 34, s. 89–92, 1921. The Biological Society of Washington. (ang.).
- Thomas E. Penard, Outram Bangs. The name of the Eastern Hermit Thrush. „The Auk”. 88, s. 432–434, 1921. American Ornithologists' Union. (ang.).
- Thomas E. Penard, Outram Bangs. A new form of Edolius forficatus (Lino). „Proceedings of the New England Zoölogical Club”. 8, s. 25–26, 1922. New England Zoölogical Club. (ang.).
- Thomas E. Penard. A new hummingbird from Surinam. „Proceedings of the New England Zoölogical Club”. 8, s. 27–28, 1922. New England Zoölogical Club. (ang.).
- Thomas E. Penard, Outram Bangs. The northern form of Leptotila fulviventris Lawrence. „Proceedings of the New England Zoölogical Club”. 8, s. 29–30, 1922. New England Zoölogical Club. (ang.).
- Thomas E. Penard, Outram Bangs. The identity of Attila flammulatus Lafresnaye. „Proceedings of the Biological Society of Washington”. 35, s. 223–224, 1922. The Biological Society of Washington. (ang.).
- Thomas E. Penard, Outram Bangs. The type of Pachyramphus polychopteras (Vieillot). „Proceedings of the Biological Society of Washington”. 35, s. 225, 1922. The Biological Society of Washington. (ang.).
- Thomas E. Penard, Outram Bangs. A new name for the Rufous-chested Flycatcher. „Proceedings of the Biological Society of Washington”. 35, s. 225, 1922. The Biological Society of Washington. (ang.).
- Thomas E. Penard, Outram Bangs. The identity of Hylophilus leucophrys Lafresnaye. „Proceedings of the Biological Society of Washington”. 35, s. 226, 1922. The Biological Society of Washington. (ang.).
- Thomas E. Penard. Two new forms of Surinam birds. „Proceedings of the New England Zoölogical Club”. 8, s. 35-36, 1923. New England Zoölogical Club. (ang.).
- Thomas E. Penard, Outram Bangs. A new bulbul from Fukien, China. „Proceedings of the New England Zoölogical Club”. 8, s. 41–42, 1923. New England Zoölogical Club. (ang.).
- Thomas E. Penard, Outram Bangs. A new Merops from Java. „Proceedings of the New England Zoölogical Club”. 8, s. 43, 1923. New England Zoölogical Club. (ang.).
- Thomas E. Penard. Status of Spermephila schistacea Lawrence. „Proceedings of the Biological Society of Washington”. 8, s. 59–62, 1923. The Biological Society of Washington. (ang.).
- Thomas E. Penard. A new flycatcher from Surinam. „Proceedings of the Biological Society of Washington”. 8, s. 63–64, 1923. The Biological Society of Washington. (ang.).
- Thomas E. Penard. The identity of Gmelin's Todus plumbeus. „The Auk”. 40, s. 334–335, 1923. American Ornithologists' Union. (ang.).
- Thomas E. Penard. A new tanager from Surinam. „Occasional papers of the Boston Society of Natural History”. 6, s. 63, 1923. The Boston Society of Natural History. (ang.).
- Thomas E. Penard, Outram Bangs. The identity of Trochilus ruckeri. „Occasional papers of the Boston Society of Natural History”. 6, s. 77–78, 1924. The Boston Society of Natural History. (ang.).
- Thomas E. Penard. Nesting of Great Blue Heron in Boothbay, Maine. „The Auk”. 42, s. 128, 1924. American Ornithologists' Union. (ang.).
- Thomas E. Penard, Outram Bangs. A new Blue Water-Thrush from China. „Occasional papers of the Boston Society of Natural History”. 5, s. 147, 1925. The Boston Society of Natural History. (ang.).
- Thomas E. Penard, Outram Bangs. The Henry Bryant types of birds. „Bulletin of the Museum of Comparative Zoology at Harvard College”. 67, s. 197–207, 1925. (ang.).
- Thomas E. Penard. Warblers at sea. „The Auk”. 43, s. 376–377, 1926. American Ornithologists' Union. (ang.).
- Thomas E. Penard, Artkur P. Penard. Birdcatching in Surinam. „De West Indische Gids”. 7, s. 545–566, 1926. (ang.).
- Thomas E. Penard. The Duck Hawk in Guiana. „The Auk”. 44, s. 419, 1927. American Ornithologists' Union. (ang.).
- Thomas E. Penard. Warblers at sea. „The Auk”. 44, s. 420–421, 1927. American Ornithologists' Union. (ang.).
- Thomas E. Penard. The Yellow Warbler (Dendroica aestiva aestiva) in Dutch Guiana. „The Auk”. 44, s. 425–426, 1927. American Ornithologists' Union. (ang.).
- Thomas E. Penard. Historical sketch of the ornithology of Surinam. „De West Indische Gids”. (bez numeracj), s. 1-24, 1926. (ang.).